# پرون، سم
پرون، سم (به فرانسوی: Péronne) یک کمون در فرانسه است که در Canton of Péronne واقع شده‌است.

## خصوصیات
پرون ۱۴٫۱۶ کیلومترمربع مساحت و ۷٬۷۹۶ نفر جمعیت دارد و ۵۴ متر بالاتر از سطح دریا واقع شده‌است.

## خواهرخوانده
شهرهای آلتنا، Salobreña و بلک‌برن خواهرخوانده‌های پرون، سم هستند.